# HD 34445
HD 34445 – gwiazda w gwiazdozbiorze Oriona, znajdująca się ok. 150 lat świetlnych od Słońca. Gwiazda ma układ planetarny złożony z sześciu planet.

## Charakterystyka
Jest to żółty karzeł, gwiazda ciągu głównego należąca do typu widmowego G0. Ma temperaturę około 5800 K i dwukrotnie większą jasność niż Słońce, jej masa jest o 7% większa, a promień o 38% większy niż słoneczny. Również jej zawartość metali jest o około 40% większa niż w Słońcu. HD 34445 jest starsza od Słońca, ma około 8,5 miliarda lat.

## Układ planetarny
Poprzez pomiar zmian prędkości radialnej gwiazdy, w 2004 roku odkryto okrążającego ją gazowego olbrzyma o oznaczeniu HD 34445 b, co zostało potwierdzone dopiero w 2009 roku. Obserwacje wskazywały na obecność innych długookresowych planet w układzie, jednak nie były dość długie, aby można było wyznaczyć ich elementy orbitalne. Dopiero w 2017 roku ukazała się praca, w której ogłoszono odkrycie kolejnych pięciu planet okrążających tę gwiazdę.
Wszystkie znane obiekty w tym układzie mają masy minimalne w zakresie pomiędzy masą Urana i Jowisza, i najprawdopodobniej są planetami-olbrzymami:
Ekosfera tego układu obejmuje planety f i b, i nie pozostawia miejsca na planety typu ziemskiego. Tym niemniej potencjalne księżyce tych planet mogłyby mieć, przy dostatecznie gęstej atmosferze, ciekłą wodę na powierzchni.